# Sankt Georgen an der Gusen
Sankt Georgen am Walde là một đô thị thuộc huyện Perg thuộc bang Oberösterreich, Áo. Đô thị Sankt Georgen an der Gusen có diện tích 53,5 km², dân số thời điểm năm 2006 là 2148 người.